# Petar Novák
Petar Novák (né en Tchécoslovaquie le 24 août 1962) est un joueur de football tchèque.

## Biographie
Alors qu'il évolue pour le club du Sparta Prague, Novák est meilleur buteur de la coupe d'Europe 1988, avec un total de quatre buts dans la compétition (à égalité avec Jean-Marc Ferreri, Ally McCoist, Gheorghe Hagi, Rabah Madjer, Míchel et Rui Águas).
Après la fin de sa carrière de joueur, Novák passe ses diplômes de docteur, et travaille en tant que préparateur technique pour son ancien club du Sparta Prague.